# Essentials
Albums de Nate Dogg
Music and Me
(2001) Nate Dogg
(2003)
Essentials est une compilation de Nate Dogg, sortie le 8 janvier 2002.

## Liste des titres
| No  | Titre                                                        | Durée |
| --- | ------------------------------------------------------------ | ----- |
| 1.  | Nobody Does It Better (featuring Warren G)                   | 4:30  |
| 2.  | Who's Playin' Games                                          | 2:48  |
| 3.  | I Don't Wanna Hurt No More (featuring Danny « Butch » Means) | 5:39  |
| 4.  | Me & My Homies (featuring 2Pac)                              | 4:09  |
| 5.  | Because I Got a Girl                                         | 3:49  |
| 6.  | Scared of Love (featuring Danny « Butch » Means)             | 5:26  |
| 7.  | Just Another Day                                             | 4:18  |
| 8.  | Dogg Pound Gangstaville (featuring Snoop Dogg et Kurupt)     | 3:48  |
| 9.  | No Matter Where I Go                                         | 4:40  |
| 10. | Friends (featuring Snoop Dogg et Warren G)                   | 4:58  |
| 11. | She's Strange (featuring Barbara Wilson)                     | 4:32  |
| 12. | Never Leave Me Alone (featuring Snoop Dogg)                  | 5:56  |
| 13. | My Money                                                     | 4:50  |
| 14. | Puppy Love (featuring Snoop Dogg, Daz Dillinger et Kurupt)   | 4:27  |
| 15. | Never Too Late                                               | 6:11  |
| 16. | Hardest Man in Town                                          | 4:07  |